# Гринерт, Джонатан Уильям
Джонатан Уильям Гринерт (англ. Jonathan William "Jon" Greenert; род. 15 мая 1953) — американский адмирал в отставке, в 2011—2015 годах — Руководитель военно-морскими операциями Военно-морских сил США.
До назначения на пост руководителя ВМО занимал должности командующего 7-м оперативным флотом ВМС США (2004—2006), начальника отдела стратегического развития аппарата Главкома (в ранге заместителя Главкома) (2006—2007), командующего Атлантическим флотом ВМС (Главное командование ВМС) (2007—2009), вице-начальника ВМО (2009—2011).

## Краткая биография
Д. Гринерт родился в 1954 г. в городе Батлер, штат Пенсильвания В 1971 г. окончил старшую школу г. Батлер и поступил в Высшее военное училище ВМС США в г. Аннаполис. Окончив училище в 1975 г. с дипломом бакалавра кораблестроения, Д. Гринерт одновременно получил необходимую квалификацию для службы на АПЛ по специальности «Управление ядерными реакторами».

## Служба на строевых должностях в ВМС США

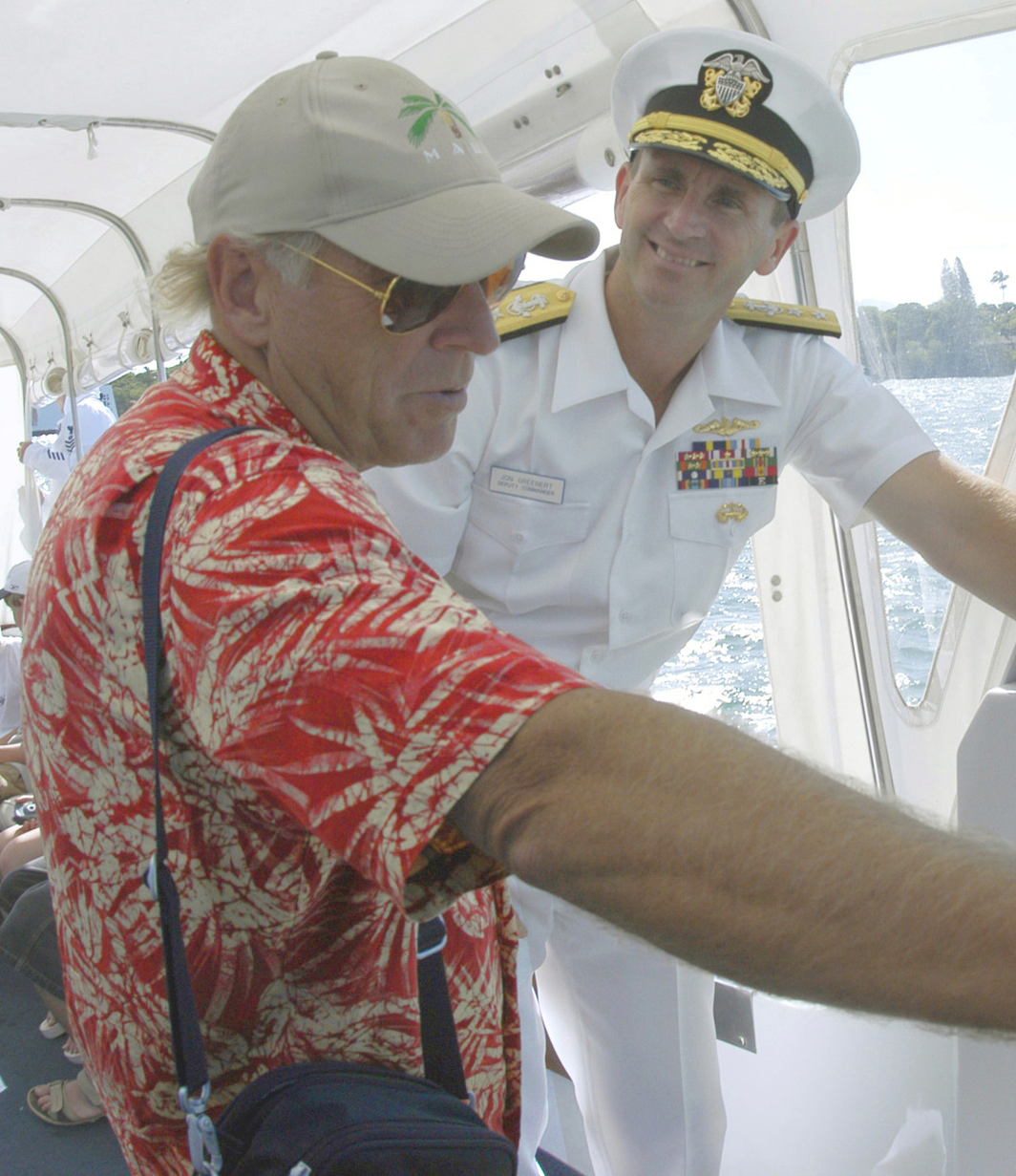
Адмирал Д. Гринерт сопровождает певца Джимми Баффетта на экскурсии по базе ВМС Перл-Харбор (июнь 2003 г.

После выпуска из училища Д. Гринерт проходил действительную службу в ВМС в качестве офицера-специалиста на следующих кораблях: АПЛ № 673 «Флаинг Фиш» и АПЛ № 639 «Таутог» (типа «Стерджен») (командир группы электрооборудования, командир группы электронного оборудования), экспериментальной глубоководной АПЛ NR-1 (командир БЧ-5), ПЛАРБ № 727 «Мичиган» типа «Огайо» (старший помощник командира), ПЛАРК № 718 «Гонолулу» типа «Лос-Анджелес» (командир АПЛ).

## Служба на командных должностях в ВМС США
В 1996 г. Д. Гринерт был назначен командиром 11-й дивизии АПЛ на Тихом океане (в/ч ВМС «Сан-Диего»), откуда через год с повышением был переведен на должность командующего подводными силами ВМС на Тихом океане.
В июле 1997 г. Д. Гринерт был назначен начальником штаба 7-го оперативного флота ВМС США (в/ч ВМС «Йокосука», Япония). Во время службы в Японии (с октября 1998 г. по декабрь 1999 г.) Д. Гринерт совмещал следующие старшие штабные должности ВМС на Тихоокеанском ТВД: начальника штаба 7-го оперативного флота ВМС США, начальника оперативного штаба ВС США на Тихоокеанском ТВД, командующего оперативной группировкой ВМС США на Марианских о-вах.
После возвращения из Японии с января 2000 г. по август 2002 г. Д. Гринерт занимал различные административные должности в штабе подводных сил ВМС на Тихом океане (начальник отдела систем противопожарной безопасности ПЛ), в аппарате руководителя ВМО (старший сотрудник отдела общих оценок и группы стратегического анализа, начальник отдела планирования и развития) в Главном управлении ВМС (начальник отдела бюджета ревизионного управления ВМС).
В августе 2002 года Д. Гринерт был назначен заместителем начальника, затем начальником штаба Тихоокеанского флота ВМС США, через два года — командующим 7-м оперативным флотом ВМС США. В сентябре 2011 г. адмирал Д. Гринерт был назначен на пост руководителя ВМО, сменив адмирала Г. Рафхэда.

## Действительная служба в Военно-морских силах США

### Курсант военного училища ВМС США
1971—1975 гг. — курсант Высшего военного училища ВМС США

### В строевых должностях
1975—1997 гг.
- командир группы электрооборудования АПЛ № 673 «Флаинг Фиш» (мичман (энсин))
- командир группы электронного оборудования АПЛ № 639 «Таутог» (младший (2-й) лейтенант ВМС)
- командир БЧ-5 экспериментальной АПЛ NR-1 (старший (1-й) лейтенант ВМС)
- старший помощник командира ПЛАРБ № 727 «Мичиган» (капитан 3-го ранга)

### В командных должностях
- командир ПЛАРК № 718 «Гонолулу» (капитан 2-го ранга — капитан 1-го ранга)
- командир 11-й дивизии АПЛ (капитан 1-го ранга)
- заместитель командующего Тихоокеанским флотом ВМС США по подводными силам (капитан 1-го ранга-младший контр-адмирал)

### В военном руководстве ВМС США
1997—1999 годы — командующий передовой группировкой ВМС США в Японии.
С июля 1997 по сентябрь 1998 — начальник штаба 7-го оперативного флота ВМС США (в/ч «Йокосука» (Япония)) (младший контр-адмирал — контр-адмирал).
С октября 1998 по декабрь 1999 года:
- начальник оперативного штаба ВС США на Тихоокеанском ТВД (младший контр-адмирал-контр-адмирал)
- командующий оперативной группировкой ВМС США на Марианских о-вах (младший контр-адмирал)

С января 2000 по июнь 2002 года:
- начальник отдела штаба подводных сил на Тихом океане (отдел систем противопожарной безопасности ПЛ (младший контр-адмирал))
- сотрудник аппарата Главкома ВМС (сотрудник отдела общих оценок, сотрудник группы стратегического анализа, начальник планового отдела (младший контр-адмирал-контр-адмирал))
- сотрудник ревизионного управления ГУ ВМС (начальник отдела бюджетного контроля (контр-адмирал))

С августа 2002 по август 2004 года — зам. нач., нач. штаба Тихоокеанского флота ВМС США (контр-адмирал — вице-адмирал).
С сентября 2006 по 2007 год — начальник отдела по стратегическому развитию аппарата Главкома ВМС в ранге заместителя Главкома (вице-адмирал).
С сентября 2007 по июль 2009 года — командующий Атлантическим флотом ВМС (Главное командование ВМС) (вице-адмирал).
С июля 2009 по сентябрь 2011 года — вице-начальник ВМО (вице-адмирал).
С сентября 2011 по сентябрь 2015 года — руководитель ВМО (адмирал).

## Порядок чинопроизводства
| Знак | Чин                   | Дата производства |
| ---- | --------------------- | ----------------- |
|      | Адмирал               |                   |
|      | Вице--адмирал         |                   |
|      | Контр-адмирал         |                   |
|      | Младший контр-адмирал |                   |
|      | Капитан 1-го ранга    |                   |
|      | Капитан 2-го ранга    |                   |
|      | Капитан 3-го ранга    |                   |
|      | Капитан-лейтенант     |                   |
|      | Лейтенант ВМС         |                   |
|      | Мичман (энсин)        |                   |